# Redha Malek
Pour les articles homonymes, voir Malek.
Redha Malek (arabe : رضا مالك, en tamazight : ⵕⵉⴹⴰ ⵎⴰⵍⴽ), né le 21 décembre 1931 à Batna (Algérie) et mort le 29 juillet 2017 à Alger, est un homme d'État algérien, chef du gouvernement de 1993 à 1994.

## Biographie
Licencié en lettres et philosophie de l'université d'Alger, Redha Malek poursuivra des études à Paris. Membre fondateur de l'Union générale des étudiants musulmans algériens (UGEMA) en 1955, il est de 1957 à 1962 le directeur du journal organe officiel du FLN, El Moudjahid. Membre de la délégation du FLN pendant les négociations des accords d'Évian, il en est le porte-parole.
À l'indépendance, il mène une carrière diplomatique durant trente ans de 1962 à 1992, comme ambassadeur en France, aux États-Unis, en URSS et au Royaume-Uni. Il était l'un des principaux négociateurs lors de la crise des otages américains en Iran en 1980.
De retour en Algérie, il est considéré comme étant un des principaux acteurs de l’arrêt du processus électoral de 1991. Il est désigné la même année au Conseil consultatif national chargé d'assister le Haut Comité d'État (HCE). Quelques mois plus tard, après l'assassinat de Mohamed Boudiaf, il est nommé comme membre du Haut Comité d'État (HCE). En 1993, il devient ensuite ministre des Affaires étrangères.
Les nombreux désaccords avec Liamine Zéroual le poussent à ne pas pouvoir finir son mandat. "La terreur doit changer de camp", ce sera par cette phrase qu'il résumera son engagement contre les islamistes, celle-ci deviendra mythique. Il devient chef du gouvernement algérien du 21 août 1993 au 11 avril 1994.
Sur le plan économique, Redha Malek a été chargé par Khaled Nezzar de négocier des ajustements structurels auprès du Fonds Monétaire International (FMI) en 1994, contrairement aux orientations souhaitées par Bélaïd Abdesselam, ancien premier ministre, qui était opposé à la dévaluation du dinar ("cela contribuerait à l'appauvrissement des gens")
En 1995, avec l'ex-ministre des droits de l'homme, Ali Haroun, il fonde le parti de l'Alliance nationale républicaine (ANR).
Il est l'auteur de plusieurs ouvrages sur l'histoire. Il est l'un des plus fervents défenseurs de la séparation entre le pouvoir politique et religieux, partisan d'une transition politique laïque et démocratique dans le monde arabe, face au fascisme ou au panarabisme.
Il meurt le 29 juillet 2017 à Alger, le département d'état américain lui rendra hommage via un communiqué de presse,.

## Dates clés
- 1955-1957 : Membre fondateur de l'Union générale des étudiants musulmans d'Algérie (UGEMA)
- 1957-1962 : Directeur du journal "El Moudjahid"
- 1961-1962 : Porte-parole de la délégation diplomatique algérienne lors des accords d'Évian
- 1977-1979 : Ministre de l'Information et de la Culture, sous le gouvernement Boumédiène IV
- 26 avril 1992 : Président du Conseil consultatif national (instance liée au HCE, mise en place par le Haut Conseil de Sécurité après la démission de Chadli Bendjedid)
- 3 juillet 1992 : Membre du Haut Comité d'État
- 1993-1993 : Ministre des Affaires étrangères
- 1993-1994 : Premier ministre du Gouvernement Malek

## Missions diplomatiques
- 1962-1964 : Ambassadeur à Belgrade
- 1965-1970 : Ambassadeur à Paris
- 1970-1977 : Ambassadeur à Moscou
- 1979-1982 : Ambassadeur à Washington
- 1982-1984 : Ambassadeur à Londres

## Œuvres
- M'entendras-tu? : Poèmes, Eddif, 1990, 253 p.
- Tradition et révolution : l'enjeu de la modernité en Algérie et dans l'Islam, Anep, 2001, 219 p.
- L'Algérie à Evian : histoire des négociations secrètes, 1956-1962, Anep, 2002, 411 p.
- Guerre de libération et révolution démocratique : écrits d'hier et d'aujourd'hui, Casbah éditions, 2010, 758 p.
- L'empreinte des jours, 2004-2012 : essais, Casbah éditions, 2013, 485 p.

Préfacier
- Collectif, Algérie, arrêt du processus électoral : enjeux et démocratie : réponse à la plainte du 25 avril 2001 déposée contre le Général Nezzar, Éd. Publisud, 2002, 405 p.